# Sven Grossegger

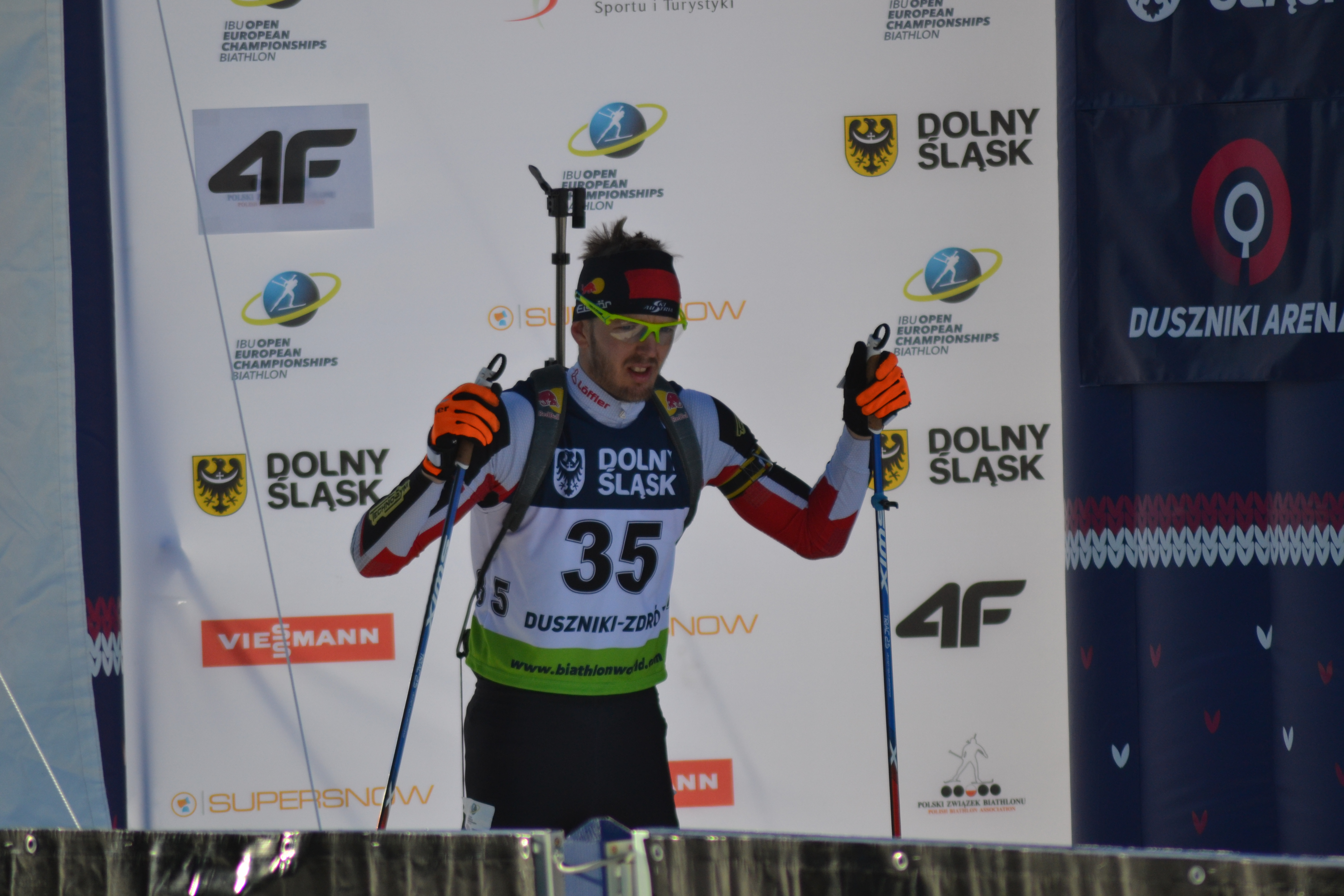
Grossegger bei den Biathlon-Europameisterschaften 2017

Sven Grossegger (* 17. November 1987 in Saalfelden) ist ein österreichischer Biathlet und der Sohn der ehemaligen ÖSV-Biathletin Andrea Grossegger, die mit ihrem Mann Reinhard heute den HSV Saalfelden, einen der erfolgreichsten Biathlonvereine Österreichs, betreut.

## Karriere
Grossegger erreichte erste Erfolge im Juniorenbereich in der Saison 2004/05. Bei den Österreichischen Jugendmeisterschaften im Langlauf in St. Ulrich am Pillersee wurde er in der Altersklasse Jugend II über 10 km Zweiter und siegte mit der Staffel. Bei den Wettkämpfen in Bad Goisern wurde er in der Doppelverfolgung Dritter. Bei den Österreichischen Jugendmeisterschaften im Biathlon in Hochfilzen wurde er über 12,5 km auf dem Skiroller Dritter und gewann mit der Staffel. Im Sprint über 7,5 km in Rosenau am Hengstpaß wurde er Fünfter.
Bei den Juniorenweltmeisterschaften 2006 in Presque Isle gewann er mit der Staffel die Silbermedaille. Im Sprint über 7,5 km wurde er Siebenter, in der 10-km-Verfolgung Vierter und im Einzel über 12,5 km Sechster. In der Saison 2005/06 startete er auch erstmals im Europacup. Beim Rennen in Obertilliach wurde er im Sprint über 10 km 25. und erreichte in der Verfolgung über 12,5 km den 23. Platz. Bei den Europacup-Rennen in Martell erreichte er im Sprint überraschend einen 13. und in der Verfolgung einen 16. Platz. Bei den Jugendeuropameisterschaften im Biathlon wurde er in Langdorf kurz darauf Achter mit der Staffel.
Bei den Österreichischen Jugendmeisterschaften im Biathlon wurde er in Hochfilzen auf dem Skiroller im Einzel Dritter und im Sprint Zweiter. Bei den Wettbewerben in Eisenerz wurde er im Massenstart über 12,5 km ebenfalls Zweiter. Den Staffelwettbewerb, der wieder in Hochfilzen stattfand, konnte er gewinnen. Bei den Wettbewerben in Obertilliach wurde er im Sprint über 7,5 km Zweiter und konnte auch in der 10-km-Verfolgung mit Platz drei aufs Podest laufen. Am Ende der Saison stand er im Austriacup in der Gesamtwertung in seiner Altersklasse auf dem zweiten Rang.
Zur Saison 2006/07 startete er in der Junioren-Altersklasse und erreichte in den Europacup-Rennen in dieser Altersklasse meist Platzierungen in den Top 10. Am Ende lag er in der Gesamtwertung im Europa-Cup auf dem sechsten Rang. Bei den Junioreneuropameisterschaften in Bansko wurde er im Einzel über 15 km Vierter, Siebter im Sprint über 10 km, und gewann mit der Staffel die Silbermedaille. Bei den Juniorenweltmeisterschaften 2006 in Martell wurde er im Einzel über 15 km 31., im Sprint über 10 km Achter, in der Verfolgung über 12,5 km 17. und mit der Staffel Vierter. In der Austriacup-Gesamtwertung der Junioren stand er am Ende der Saison auf dem vierten Rang.
Bei den Juniorenweltmeisterschaften 2007 in Ruhpolding konnte er im Sprint über 10 km den sechsten Platz erreichen. Bei den Junioreneuropameisterschaften 2008 in Nové Město gewann er mit der Staffel wieder die Silbermedaille. Im Einzel über 15 km wurde er 27., im Sprint über 10 km 20. und in der Verfolgung über 12,5 km 17.
In Hochfilzen gab Sven Grossegger im Dezember 2008 sein Debüt im Biathlon-Weltcup. Im Sprint wurde er 57. und in der Verfolgung kam er auf Platz 59. Bei den Biathlon-Europameisterschaften 2009 wurde er im Sprint über 10 km 20., in der Verfolgung über 12,5 km 30. und im Einzel über 20 km ebenfalls 30. In der Staffel über 4 × 7,5 km wurde er mit dem österreichischen Team gemeinsam mit Andreas Schwabl, Julian Eberhard und Tobias Eberhard Fünfter. Erstmals Punkte im Weltcup konnte Grossegger 2011 in Presque Isle gewinnen, als er in einem Sprintrennen 35. wurde. Zum Auftakt des Weltcups 2011/2012 in Östersund wurde Sven Grossegger im Sprint 10. und platzierte sich das erste Mal in den Top Ten. Bei der nächsten Weltcupstation, welche zugleich auch der Heimweltcup in Hochfilzen war, folgte mit dem 12. Platz ein weiteres Topergebnis.
In den Saisonen 2012/13 und 2013/14 hatte Grossegger mit einer Erkrankung und den Folgen einer Herzmuskelentzündung zu kämpfen und kam nur auf zwei Weltcupeinsätze, bei welchen er mit einem 36. Rang einmal die Punkteränge erreichte. Bei den Biathlon-Europameisterschaften 2013 konnte er im Sprint den 8. Platz erreichen.
In den folgenden Saisonen kam er wieder regelmäßig im Weltcup zum Einsatz. Mit der österreichischen Herrenstaffel belegte er beim Weltcup in Oslo im Februar 2015 den dritten Platz. Beim Weltcup in Ruhpolding im Jänner 2016 konnte er mit einem fünften Platz beim Sprint sein bestes Weltcupergebnis in einem Einzelrennen erzielen und erreichte mit der Herrenstaffel erneut den dritten Platz. Er nahm an den Biathlon-Weltmeisterschaften 2015 und 2016 teil und konnte mit einem 29. Platz im Einzelbewerb und einem vierten Platz im Staffelrennen seine besten WM-Platzierungen erreichen. Am Ende der Saison 2015/16 belegte er im Gesamtweltcup den 36. Platz. Bei seinen darauffolgenden Weltcupstarts konnte er keine Platzierungen in den Punkterängen mehr erreichen. In der Folge startete er wieder überwiegend im IBU-Cup, wo er zuletzt in der Saison 2018/19 den 15. Gesamtrang belegte. In der Saison 2019/20 erfolgten keine Teilnahmen an internationalen Biathlonbewerben.

## Biathlon-Weltcup-Platzierungen
Die Tabelle zeigt alle Platzierungen (je nach Austragungsjahr einschließlich Olympische Spiele und Weltmeisterschaften).
- 1.–3. Platz: Anzahl der Podiumsplatzierungen
- Top 10: Anzahl der Platzierungen unter den ersten zehn (einschließlich Podium)
- Punkteränge: Anzahl der Platzierungen innerhalb der Punkteränge (einschließlich Podium und Top 10)
- Starts: Anzahl gelaufener Rennen in der jeweiligen Disziplin
- Staffel: inklusive Mixed- und Single-Mixed-Staffeln

| Platzierung              | Einzel | Sprint | Verfolgung | Massenstart | Staffel | Gesamt |
| ------------------------ | ------ | ------ | ---------- | ----------- | ------- | ------ |
| 1. Platz                 |        |        |            |             |         |        |
| 2. Platz                 |        |        |            |             |         |        |
| 3. Platz                 |        |        |            |             | 2       | 2      |
| Top 10                   |        | 2      |            |             | 11      | 13     |
| Punkteränge              | 2      | 12     | 10         | 3           | 13      | 40     |
| Starts                   | 10     | 39     | 18         | 3           | 13      | 83     |
| Stand: 31. Dezember 2021 |        |        |            |             |         |        |